# Култура Белорусије
Култура Белорусије је продукт читавог миленијума развоја ове земље под утицајем разноврсних фактора. Ту су укључени и фактори физичке средине; етнографско порекло Белоруса (мешање Словенских придошлица са балтичким староседеоцима); паганизам раних населиоца и њихових домаћина; Византијско хришћанство као веза са православном религијом и њеном литерарном традицијом; недостатак природних граница земљe; ток река и у Црно и у Балтичко море; и разноврсност религија присутних у региону (католицизам, православљe, јудаизам и ислам).
Рани западњачки утицај на белоруску културу био је Магдебуршки закон који је дозволио општинску самоуправу и био је базиран на законима немачких градова. Ова права су у 14. и 15. веку од стране великих војвода и краљева поклоњена великом броју градова, укључујући Брест, Гродно, Слуцк и Минск. Традиција самоуправе није само ојачала везу са Западном Европом већ је такође неговала самоодррживост, предузетништво и осећај грађанске дужности.
Између 1517. и 1519. Франциск Скорина је превео Библију на стари белоруски језик. Под комунистичким режимом, Скоринин рад је био омаловажен, али је у независној Белорусији постао инспирација настајућe националне свести, како због његове борбе за белоруски језик, тако и због његових хуманистичких идеја.
У периоду од 14. до 17. века, када су идеје хуманизма, ренесансе и реформације заживеле у Европи, о овим идејама је расправљано и у Белорусији због трговачких веза и присуства племићких синова на Западњачким универзитетима. Реформација и контра-реформација су такође умногоме допринеле процвату полемичких списа, а тиме и штампарија и школа.
Током 17. и 18. века, када су Пољска и Русија чиниле велике политичке и културолошке ингресије у Белорусији асимилирањем племства у своје културе, владари су успели да повежу “белоруску” културу са сељачким начином живота, фолклором и етничким обичајима, са посебним освртом на хришћанство. Ово је била полазна тачка за многе активисте који су покушавали да освоје државност својој нацији у касном 19. и раном 20. веку.
Развој Белоруске књижевности, која је ширила идеју државности за Белорусе, покренула су дела Јанке Купале и Јакуба Коласа. Рад ових песника, заједно са још пар изванредних писаца, постао је класик модерне белоруске књижевности, ослањајући се на руралне теме (сеоска средина је место где су писци чули белоруски језик) и модернизујући белоруски писани језик, који је био слабо коришћен од 16. века. Аутори који су стварали након добијања независности су наставили да нашироко користе руралну тематику.
За разлику од књижевности чији је фокус био на руралном животу, друга поља културе – сликарство, скулптура, музика, филм и позориште – концентрисала су се на урбану реалност, универзална питања и вредности.

## Музика
Прва значајно дело неког белоруског композитора била је опера Фауст од Антонија Раџивила. У 17. веку, пољски композитор Станислав Мониушко компоновао је више опера и комада камерне музике док је живео у Минску. Током његовог боравка, радио је са белоруским песником Винсентом Дунин-Мартсинкјевичем и написао је оперу Сјаљанка (Сељанка). На крају 19. века, велики Б+белоруски градови су формирали своје оперске и балетске трупе. Балет Славуј од М. Крошнера је компонован током совјетске власти.
Након Великог Патриотског рата, музика се окренула страдањима Белоруса који су дигли на оружје у одбрану своје домовине. У ово време је Анатолиј Багатирјев, творац опере “У полеској шуми”, био тутор белоруским композиторима. Национално Академско позориште балета у Минску је награђено 1996. Наградом “Prix Benois de la Danse” као најбоља балетска трупа на свету.
Популарну совјетско-белоруску музику је компоновало пар проминентних бендова, од којих је већина свирала белоруску фолк музику. Фолк рок група Песниари, формирана 1969. од стране гитаристе Владимира Муљавина, постала је најпопуларнији фолк бенд у Совјетском Савезу и често је имала туре у Европи. Они су инспирисали Сјабри и Вераси, групе које су их блиско стилски пратиле. Белоруска традиција са фолк и фолк роком у свом центру се и данас наставља извођачима као што су Стари Олса, Vicious Crusade и Годс Товер, између осталог.
Рок музика Белорусије је настала у времену Перестројке. Бендови као што су Би-2 (који тренутно ради у Русији), Љапис Трубетској, Крама и УЛИС су основани касних 80их и раних 90их. Иако је рок музика стекла на популарности у последњим годинама, белоруска влада је отежала стварање популарне музике разним правним и економским механизмима. Из овог разлога многи белоруски бендови пре потписују са руским издавачима и наступају у Русији и Украјини.
Истраживачи Маја Медих и Лемез Ловас су пријавили 2006. да “независно стварање музике у Белорусији данас је све тежи и ризичнији посао” и да белоруска влада “притиска незваничне музичаре – укључујући забране појава у званичним медијима и стављања огромних рестрикција на живе наступе”. У видео интервјуу на freemuse.org, та два аутора објашњавају механизме цензуре у Белорусији.

Од 2004, Белорусија сваке године има своје представнике за песму Евровизије.

## Одећа
Традиционална дводелна белоруска одора потиче из времена Кијевске Русије и данас је ношена у посебним приликама. Због хладне климе Белорусије, одећа је справљана од материјала који су покривали велики део тела и пружали топлоту. Били су осмишљени или као много уплетених тканина различитих боја или украшене симболичким орнаментима. Белоруски племићи су најчешћe носили увезену одећу црвене, плаве или зелене боје. Мушкарци су носили кошуљу и панталоне са каишевима, док су жене носиле дуже кошуљe и сукње које се везују назване “паниова” и шалове. Ова одећа је такође настала под утицајем одећe ношене од стране Пољака, Литванаца, Летонаца и других европских нација и мењала се током времена због напретка у техникама справљања одећe. Везење је играло важну улогу у белоруској традицији.

## Светска баштина
Белорусија има 4 места која су означена као Светска баштина Унеска, од којих су 2 дељена између Белорусије и суседних земаља: Мирски замак, Несвишки замак, Бјаловјешка шума (дељена са Пољском) и Струвеов геодетски лук (дељен са Естонијом, Финском, Литванијом, Норвешком, Молдавијом, Русијом, Шведском и Украјином).

## Књижевност
Белоруска књижевност је почела у 11-13. веку религиозним тесктовима; рад песника Кирила Туровског у 12. веку је репрезентативан. Риме су биле честе у овим делима, која су најчешћe била написана на старом белоруском, латинском, пољском или црквенословенском. У 16. веку, становник Полоцка Франциск Скарина је превео Библију на белоруски језик. Издата је у Прагу и Вилњусу између 1517. и 1525, чинећи је првом књигом штампаном у Белорусији или било где у Источној Европи. Модерни период Белоруске књижевности је почео у касном 19. веку; један од најважнијих писаца био је Јанка Купала. Многи писци тог времена, као Владзимир Жилка, Казимир Свајак, Јакуб Колаш, Жмитрок Бјадула и Максим Харетски, писали су за новине на белоруском “Наша Нива”, које су се издавале у Вилњусу. Након што је Белорусија укључена у Совјетски Савез, влада је преузела контролу над белоруском културом и све до 1939, слободан развој књижевности се дешавао само у територијама инкорпорираним у Пољску (западна Белорусија). Неколико песника и аутора је изгнано након нацистичке окупације и нису се вратили све до 1960их. У послератној књижевности, централна тема је била Други светски рат, који је оставио посебно дубок траг на Белорусију (Васил Бикав, Алес Адамович), али је и предратна стварност често описивана (Иван Мележ). Велики препород белоруске књижевности покренули су романи Васила Букава и Владзимира Караткјевича у 1960им.

## Позориште
Белоруско позориште је добило на популарности у раним 1900им. Једна од најпознатијих белоруских представа, Паулинка (написао Јанка Купала), извођена је у Сибиру Белорусима који су послати у тај регион. Документација белоруске филм музике сеже у 15. век. Пре тога, скомороци су били највећа музичка професија. Неуматско певање, названо знамењи, од речи знамена (рус. знак), коришћено је до 16. века у православној цркви, праћено стотинама стилистичких иновација инспирисаних ренесансним и протестантским појањем. У 17. веку, Партесное пеније, деловно певање, постало је често за хорове, који су пратили приватне театре основане у градовима као што су Минск и Витебск. Популарне музичке групе које су дошле из Белорусије су Песнијари, Дреамлин и НРМ. Тренутно има 27 професионалних музичких трупа које наступају у Белорусији, 70 оркестара и 15 агенција за промоцију концерата.
Године 2005, драматурзи Николај Кхалежин и Наталија Кољада основали су Слободно Белоруско позориште и андерграунд театарски пројекат чији је циљ био отпор према притисцима и цензури белоруске владе. Трупа изводи представе у приватним апартманима и бар једно такво извођење је било прекинуто посредством белоруске специјалне јединице полиције. Слободно белоруско позориште је привукло и подршку значајних Западњачких писаца као што су Том Стопард, Едвард Бонд, Вацлав Хавел, Артур Коплит и Харолд Принтер.

## Фестивали
Белоруска влада спонзорише многа годишња културна дешавања: Славијански Базар у Витепску, “Минско пролећe”, “Славонске позоришне сусрете”, Интернационални џез фестивал, Национални фестивал жетве, “Уметност за децу и младе”, Такмичење младих талената, “Музе Несвижа”, “Замак Мир” и Национални фестивал белоруске песме и поезије. Ови догађаји показују таленте белоруских изводђача у разним уметностима. На овим фестивалима додељују се различите награде назване по белоруским и совјетским херојима. Модерни националисти тврде да ови фестивали немају никакве везе са белоруском културом, а камоли културом као таквом, али ови догађаји су под присмотром и експертизом белоруског министарства културе. Неколико државних празника, као што су Дан независности, Дан победе, привуку веллики број људи на тргове и укључују ватромете и војне параде. Већина ових фестивала се одржава у Минску или Витепску.

## Спорт
Од Олимпијских игара 1952. године у Хелсинкију па до распада Совјетског Савеза, Белорусија се такмичила на Олимпијским играма као део Совјетског олимпијског тима. Током Летњих Олимпијских игара у Барселони 1992, Белорусија се такмичила у оквиру Уједињеног тима. Спортисти из белоруског тима су се такмичили као део Белоруског националног тима током Зимских Олимпијских игара 1994. године у Лилехамеру. Белорусија је до сада освојила 90 медаља: 18 златних, 28 сребрних и 44 бронзане. Белоруским Националним Олимпијским комитетом председава председник Лукашенко од 1997, он је једини председник на овој позицији у свету. Од 1994. године, чак 5 белоруских олимпијаца освојило по 4 медаље. Најуспешнија од свих била је Дарја Дормачева, која је у биатлону на Зимским олимпијским играма освојила 3 златне и 1 бронзану медаљу. Ако се рачунају белоруски спортисти који су учествовали у саставу Совјетског Савеза и Заједнице независних држава, онда је убедљиво најбољи гимнастичар Виталиј Шчербо са 10 освојених олимпијских медаља - 6 златних као такмичар ЗНД 1992. године и 4 бронзаних такмичећи се за Белорусију.
Добијајући велико спонзорство од самог председника, хокеј на леду је најпопуларнији спорт у Белорусији. Мушки национални тим је завршио на изненађујужем четвртом месту на Олимпијади у Солт Лејк Ситију 2002. Белоруски играчи су такође играли и у Националној Хокеј Лиги у Северној Америци.